# رالف أمبروز أونيل
رالف أمبروز أونيل (بالإسبانية: Ralph O'Neill)‏ هو عسكري مكسيكي، ولد في 17 ديسمبر 1896 في دورانجو في المكسيك، وتوفي في 23 ديسمبر 1980 في ريدوود في الولايات المتحدة.